# Yasuhiro Tominaga
Yasuhiro Tominaga (富永 康博 Tominaga Yasuhiro?), född 22 maj 1980 i Fukuoka prefektur, är en japansk före detta fotbollsspelare.
Tominaga började sin karriär 1999 i Nagoya Grampus Eight. 2001 blev han utlånad till Denso. 2004 flyttade han till Sagan Tosu. Han spelade 20 ligamatcher för klubben. Efter Sagan Tosu spelade han för Yokohama F. Marinos och Consadole Sapporo. Han avslutade karriären 2008.